# Elodina biaka
Elodina biaka är en fjärilsart som beskrevs av James John Joicey och Alfred Noakes 1915. Elodina biaka ingår i släktet Elodina och familjen vitfjärilar. Inga underarter finns listade i Catalogue of Life.